# Legenda o złotej kaczce

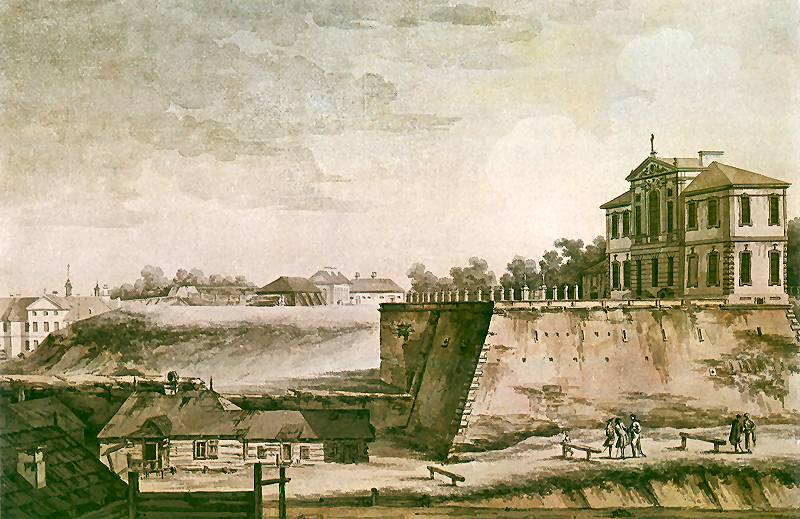
Zamek Ostrogskich, w którego murach mieszkała złota kaczka

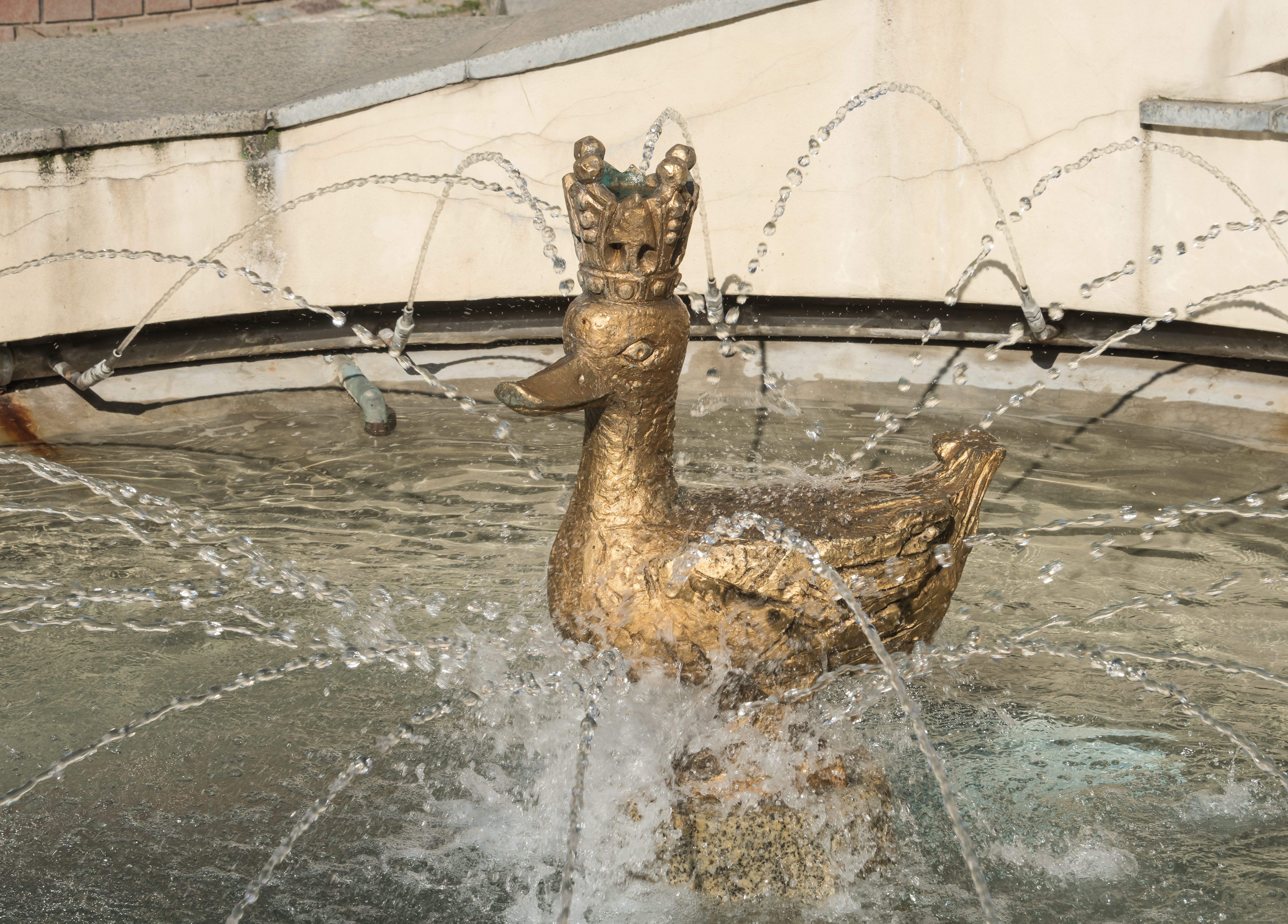
Upamiętnienie złotej kaczki przy Zamku Ostrogskich

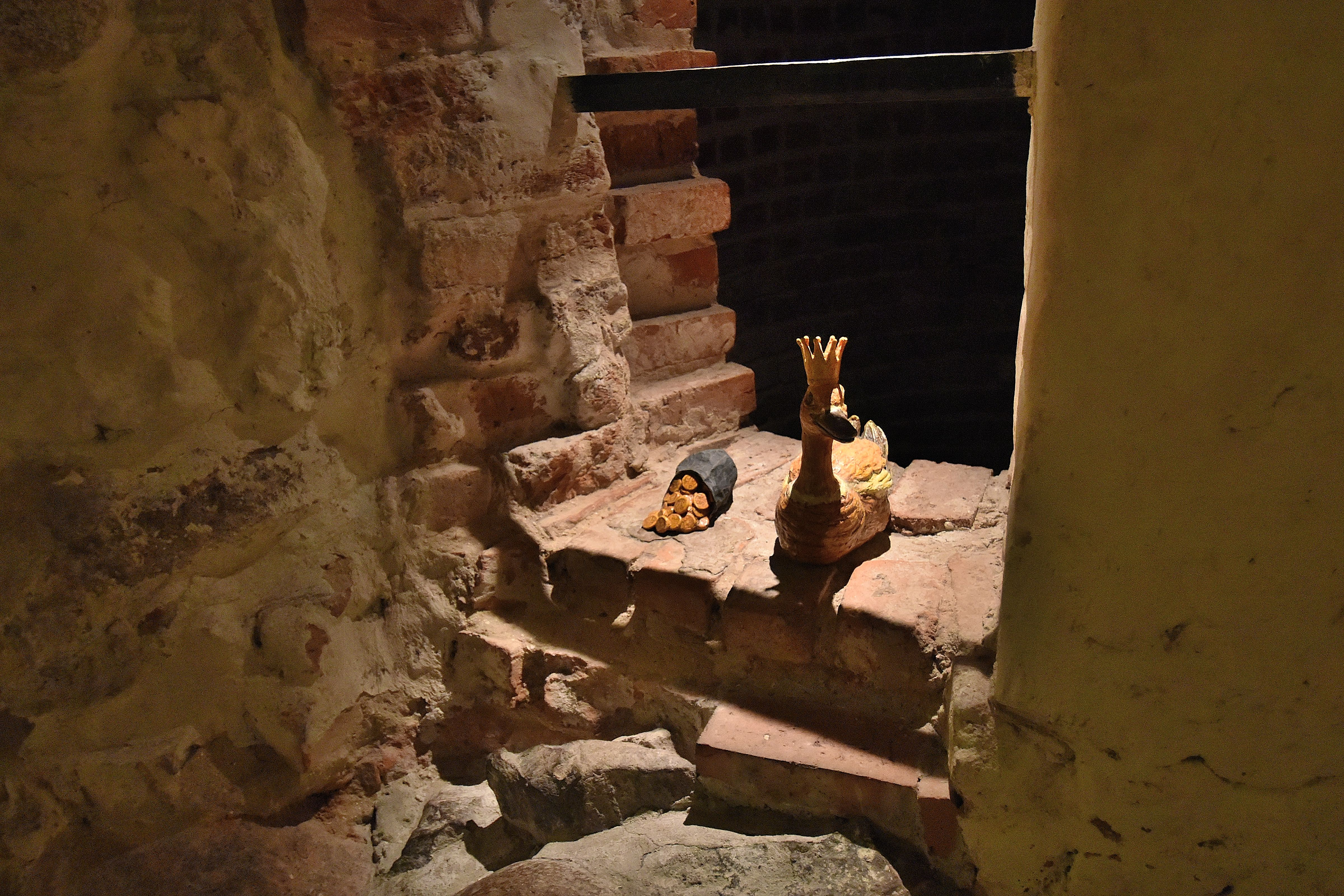
Rzeźba przedstawiająca złotą kaczkę w Piwnicy Studziennej na Zamku Królewskim w Warszawie

Legenda o złotej kaczce – warszawska legenda o zaklętej w kaczkę królewnie, która żyje w jeziorze pod Zamkiem Ostrogskich. Śmiałkowi, który ją tam odnajdzie, stawia zadanie roztrwonienia w krótkim czasie dużej sumy pieniędzy na własne przyjemności. Bohater oddaje jednak ostatni grosz żebrakowi, przez co traci szansę na bogactwa złotej kaczki.

## Warianty legendy
Najstarszy dowód na funkcjonowanie legendy o złotej kaczce w Warszawie pochodzi z 1830 roku. Wtedy to Andrzej Słowaczyński wykorzystał jej fabułę w wodewilu Chłopiec studukatowy. Jak wynika z jednej z recenzji przedstawienia, „bajka [...] o zaklętej księżniczce na Ordynackiem” była już wówczas dobrze znana w Warszawie.
W 1852 roku legendę przytoczył Roman Zmorski w swoich Podaniach i baśniach ludu w Mazowszu. W jego wersji złota kaczka żyje nie pod Zamkiem Ostrogskich, lecz „na Dynasowskiej Górze”, w zalanych piwnicach zrujnowanego pałacu księcia de Nassau. Zmorski był zdania, że podanie zostało przyniesione z Niemiec przez wędrujących czeladników.
W 1902 roku Walery Przyborowski omówił legendę o złotej kaczce w swoich szkicach historycznych Z przeszłości Warszawy. Określił podanie jako jedyne, które „naprawdę znane jest ludowi” i ma swe źródło w „fantazyi gminnej, a nie w książkach pseudo-historyków i literatów”. Przytoczył opowieść, według której jak robotnicy kopiący fundamenty Zamku Ostrogskich natrafili na podziemne jezioro złotej kaczki, ta zaś na ich widok jęknęła i uderzyła skrzydłami tak mocno, że zatrzęsło się sklepienie podziemnej groty, po czym zniknęła wśród fal. Przerażeni tym robotnicy porzucili budowę, przez co zamek nigdy nie został ukończony. Przyborowski zacytował także kilka wersji drugiej części legendy, w której zaklęta w postaci kaczki królewna stawia bohaterowi zadanie wydawania stu dukatów dziennie na własne przyjemności. Ostatniego dnia próby bohater, zdjęty litością, daje jałmużnę żebrakowi – w zależności od wariantu opowieści: dawnemu przyjacielowi albo diabłu w przebraniu – i na zawsze traci szansę na rękę królewny i jej bogactwa. Sama królewna w różnych wersjach legendy jest albo nieszczęśliwą ofiarą zaklęcia, albo bezwzględną boginką, która namawia do egoizmu i mści się za nieudaną próbę odczarowania.
W późniejszych latach legenda była opracowywana literacko przez wielu autorów, w tym Artura Oppmana, Ewę Szelburg-Zarembinę, Hannę Januszewską, Wandę Chotomską czy Joannę Papuzińską. Współcześnie istnieje wiele wersji legendy opracowanych dla dzieci.

### Złota kaczkaArtura Oppmana
Usłyszawszy podczas wieczernicy legendę o złotej kaczce, ubogi szewczyk Lutek idzie w noc świętojańską do podziemi Zamku Ostrogskich. Spotyka tam zaklętą królewnę, która obiecuje mu skarby, pod warunkiem że w jeden dzień roztrwoni na własne przyjemności sto dukatów. Mimo wysiłków Lutkowi udaje się wydać ich tylko dziesięć, resztę zaś oddaje żebrzącemu weteranowi wojen napoleońskich. Tekst Oppmana kończy się potępieniem egoizmu reprezentowanego przez złotą kaczkę: "Nie tak myśleć i czuć po polsku trzeba! My rządzimy się inaczej: naprzód biednemu, potem sobie! A wtedy każdej pracy Pan Bóg dopomoże".

### Złota kaczkaEwy Szelburg-Zarembiny
Śmiały żołnierz, czwartak, zapuszcza się w podziemia Zamku Ostrogskich. Pokonawszy korytarze pełne straszydeł i diabłów, spotyka złotą kaczkę, która obiecuje mu bogactwa, pod warunkiem, że wyda na hulankę sto dukatów. Żołnierz robi to bez trudu, ale gdy nazajutrz wieczorem wraca pod zamek, lituje się nad żebrakiem i daje mu ostatni grosz, który został z pieniędzy od złotej kaczki, po czym idzie do spowiedzi w kościele Świętego Krzyża.

### Złota legenda warszawskaHanny Januszewskiej
Piosenka i baśń o złotej kaczce towarzyszą Warszawie przez całe jej dzieje, od powstania grodu aż po jej powojenną odbudowę i triumf klasy robotniczej.
Utwór ten sparodiował Artur Maria Swinarski.

### Legenda o złotej kaczceWandy Chotomskiej
Pod wiślaną skarpą mieszka wdowa z dwoma synami, którzy utrzymują się z wyplatania koszyków. Gdy matka ciężko choruje, starszy z braci liczy na to, że od złotej kaczki dostanie pieniądze na jej wyleczenie. Kiedy jednak podpisuje podsunięty przez nią cyrograf, traci serce i zapomina o rodzinie. Kaczkę pokonuje młodszy z braci, a jej bogactwami dzieli się z ludźmi.

### Złota panna. Legenda o Złotej KaczceJoanny Papuzińskiej
Ludka, dziewczynka zafascynowana tajemnicami Warszawy, spotyka Złotą Pannę i dostaje od niej pieniądze z poleceniem wydania ich tylko na siebie, ostatecznie jednak dochodzi do wniosku, że należy pomagać innym.

## Wątki pokrewne
Legenda o złotej kaczce łączy dwa obiegowe wątki baśniowe. Pierwszy to wątek złotej kaczki strzegącej skarbów w podziemnym jeziorze, spotykany w podaniach śląskich i wielkopolskich. Drugi to baśń o zaklętej czarnej królewnie, którą można odczarować, przez długi czas wydając pieniądze tylko na własne przyjemności. Uniemożliwiają to jednak diabły, które przybierają postać żebraków i w ten sposób wyłudzają od bohatera ostatni grosz, po czym porywają go do piekła.
Wątek czarnej królewny, uwięzionej pod stopniami ołtarza, pojawia się także w legendzie o kościele św. Benedykta na Krzemionkach w Krakowie. Popularność warszawskiej legendy spowodowała jednak, że postać złotej kaczki została na trwałe skojarzona ze stolicą, a inne warianty opowieści zanikły.

## Złota kaczka w kulturze
Oprócz opracowań literackich legenda była adaptowana jako balet (Złota kaczka, Jan Adam Maklakiewicz, 1950), i film (Złota kaczka, reż. Janina Hartwig, 1967; Złota kaczka, reż. Jerzy Sztwiernia, 1976; Złota kaczka, reż. Jacek Kasprzycki, 2002). Historia złotej kaczki była również opracowana w formie przeźroczy.
Postać złotej kaczki była i jest obecna w przestrzeni Warszawy. Przy Zamku Ostrogskich znajduje się niewielki pomnik przedstawiający czarodziejskiego ptaka w sadzawce. Przed wojną przy ul. Królewskiej 11 działała luksusowa restauracja „Złota Kaczka“. Pod tą samą nazwą funkcjonowały restauracje przy ul. Tamka 40 w latach sześćdziesiątych oraz w galerii handlowej Złote Tarasy w latach dwutysięcznych. Legenda zainspirowała również jedno z warszawskich stowarzyszeń przewodników turystycznych odnośnie swojej nazwy.